# Rinaldo Alessandrini

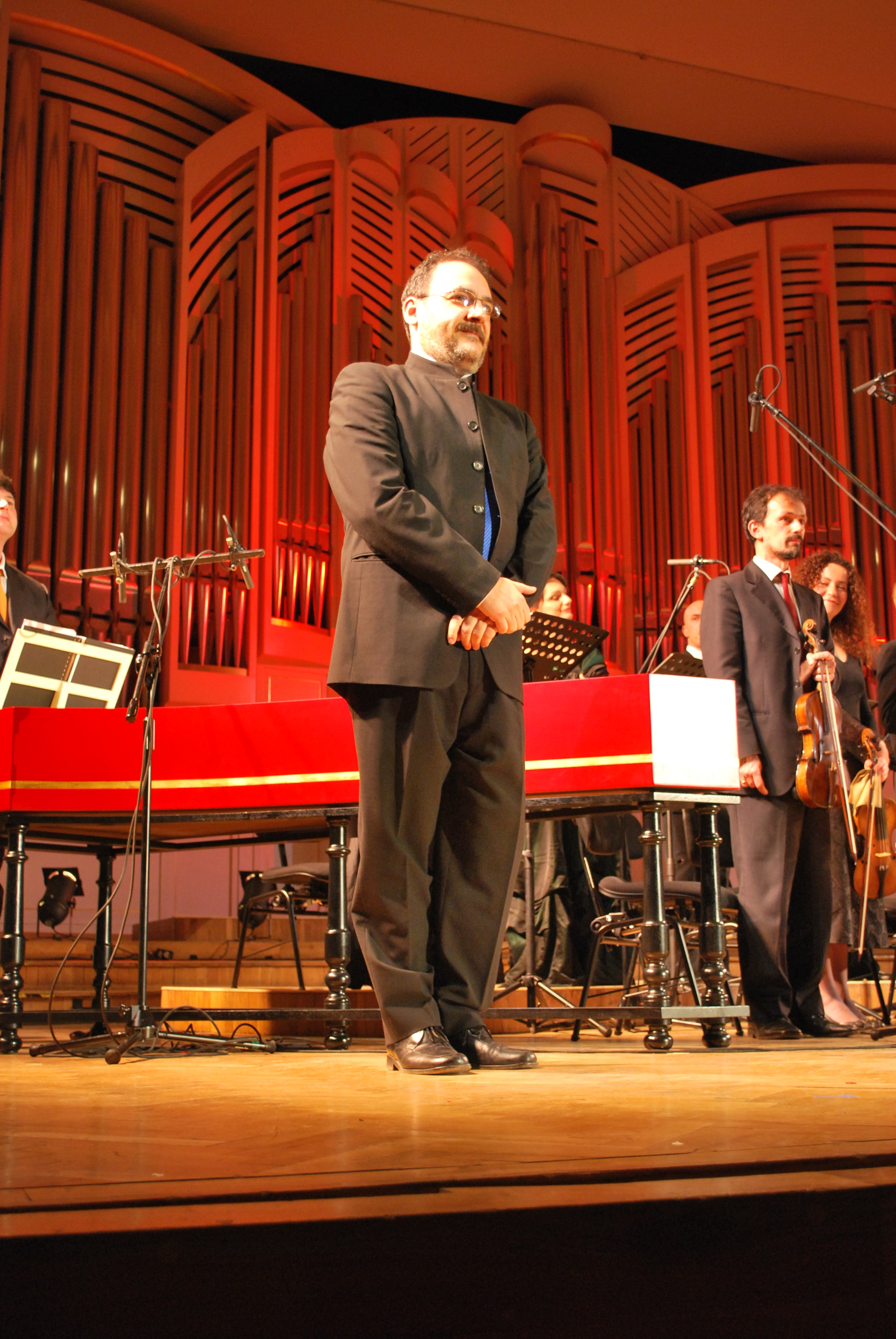
Rinaldo Alessandrini 2009

Rinaldo Alessandrini (* 1960 in Rom) ist ein italienischer Cembalist, Organist und Dirigent im Bereich historische Aufführungspraxis.

## Leben
Alessandrini begann als 14-Jähriger mit dem Klavierunterricht, mit 18 Jahren entdeckte er das Cembalo und das Fortepiano. Auch war er seit seiner Jugend in Chören seiner Umgebung aktiv. Zu seinen Lehrern gehörte Ton Koopman.
Rinaldo Alessandrini gründete das Barockensemble Concerto Italiano. Mit dem Ensemble trat er 1984 mit der Oper La Calisto von Francesco Cavalli erstmals an die Öffentlichkeit. Seither besuchte Rinaldo Alessandrini mit dem Ensemble die meisten internationalen Festspiele, er ist zu einem der weltweit gefragten Spezialisten der Musik von Monteverdi, Vivaldi, Pergolesi, Bach und ihrer Zeitgenossen geworden.
2003 wurde Rinaldo Alessandrini als Chevalier des Arts et des Lettres vom französischen Kultusministerium geehrt. Gemeinsam mit dem „Concerto Italiano“ erhielt er im gleichen Jahr den italienischen Kritikerpreis Premio Abbiati. Die Fachpresse zeichnete zahlreiche seiner Einspielungen mit Preisen aus, so erhielt er mehrere „Gramophone Awards“, Grand Prix du Disque, „Deutsche Schallplattenpreise“, den „Prix Caecilia“ und andere.
Seit 2016 dirigiert er L’incoronazione di Poppea an der Mailänder Scala.

## Diskografie (Auswahl)
Die Gesamtdiskografie umfasst mehr als 80 CD-Aufnahmen.
- Cembalokonzerte, von Johann Sebastian Bach
- Gloria RV 589 – Magnificat RV 611, von Antonio Vivaldi
- Stabat Mater – Nisi Dominus, von Antonio Vivaldi
- Concerti per violino & archi, von Antonio Vivaldi
- Vespro della beata vergine von Claudio Monteverdi (2003)
- 6 Brandenburgische Konzerte von Johann Sebastian Bach (2004)
- Partite, Sonate e Sinfonie, von František Ignác Tůma (2008)
- L’Euridice, von Giulio Caccini (2014)